# Concord (Illinois)
Pour les articles homonymes, voir Concord.
Concord est un village situé au nord du comté de Morgan dans l'Illinois, aux États-Unis,. Il est incorporé le 18 février 1914.

## Démographie
Lors du recensement de 2010, le village comptait une population de 167 habitants. Elle est estimée, en 2016, à 163 habitants.

### Source de la traduction
- (en) Cet article est partiellement ou en totalité issu de l’article de Wikipédia en anglais intitulé « Concord, Illinois » (voir la liste des auteurs).